# Telecom Plus
Telecom Plus é um provedor de multiutilidade pública baseado no Reino Unido. Fornece gás, electricidade, telefonia fixa, banda larga e serviços móveis a residências e negócios. Cota-se na Carteira de Valores de Londres. A empresa utiliza um modelo de marketing multinível para recrutar clientes e revendedores.

## História
A empresa foi fundada em 1996 como um negócio de telecomunicações. Seu primeiro produto, lançado em 1997, era um roteamento de chamadas de menor custo Smart Box, um gadget que se liga a uma tomada de telefone e depois as chamadas às redes alternativas a um ritmo mais barato que British Telecom.